# Harpactirella lapidaria
Harpactirella lapidaria là một loài nhện trong họ Theraphosidae.
Loài này thuộc chi Harpactirella. Harpactirella lapidaria được William Frederick Purcell miêu tả năm 1908.